# Plante verte dans une urne
Plante verte dans une urne est une peinture à l'huile sur toile du peintre Français Odilon Redon datée vers 1910-1912. Elle est conservée au Musée d'Orsay à Paris.  

## Description et analyse
Parmi les nombreux bouquets du peintre, celui-ci est d'une taille importante. La composition est unique par l'insistance sur la céramique et son jeu entre les motifs du vase et les fleurs et les plantes qu'il contient : les fleurs sont ici de simples accessoires du motif principal constitué par le vase.
Redon souhaite sans doute rendre dans cette œuvre un hommage à Paul Gauguin, en qui il admire le « somptueux et princier céramiste ». Il écrit à son propos : « là il créa des formes nouvelles. Je les compare à la flore d'une région première où chaque fleur serait le type d'une espèce, laissant à des artistes prochains le soin de pourvoir par affiliation à des variétés ». Il emprunte au peintre le coloris et le dessin inhabituellement large des motifs.
Sous l'influence de Gauguin, Redon traite le vase comme une masse sans modelé, rabattue sur le plan de la toile, écrasée par le fond d'or où semblent flotter d'autres motifs végétaux, et qui le plonge dans un espace indéterminé. Les plantes sortent du répertoire des formes végétales pour se faire à moitié coquillage.

## Provenance
Le tableau est entré dans les collections du musée d'Orsay en 1984, accepté par l'Etat à titre de legs de Mme Arï Redon en exécution des volontés de son mari, fils de l'artiste.

## Exposition
Le tableau est exposé dans le cadre de l'exposition Les Choses. Une histoire de la nature morte au musée du Louvre du 12 octobre 2022 au 23 janvier 2023, parmi les œuvres de l'espace nommé « La vie simple ».